# Восход (Запорожская область)
Восход (укр. Восход) — село,
Матвеевский сельский совет,
Весёловский район,
Запорожская область,
Украина.
Код КОАТУУ — 2321283402. Население по переписи 2001 года составляло 98 человек.

## Географическое положение
Село Восход находится в 3,5 км от сёл Матвеевка и Видродження (Мелитопольский район).
Рядом проходит железная дорога, станция Платформа 142 км.

## История
- Основано как село Петровское.
- 1958 год — переименовано в село Восход.